# Cheilodactylus gibbosus
Cheilodactylus gibbosus is een straalvinnige vissensoort uit de familie van de morwongs (Cheilodactylidae). De wetenschappelijke naam van de soort is voor het eerst geldig gepubliceerd in 1841 door Richardson.